# أحمد محمود (روائي)
أحمد محمود (بالفارسية: احمد محمود) (25 ديسمبر 1931، الأهواز - 4 أكتوبر 2002، طهران في إيران)؛ كاتب وروائي إيراني.